# لي كا يو
لي كا يو (بالصينية: 李嘉耀) (10 أبريل 1992 بهونغ كونغ في الصين - ) هو لاعب كرة قدم صيني في مركز الوسط. شارك مع منتخب هونغ كونغ تحت 23 سنة لكرة القدم ومنتخب هونغ كونغ لكرة القدم. أما مع النوادي، فقد لعب مع Metro Gallery FC ‏ وهونغ كونغ بيغاسوس ‏ وSham Shui Po SA ‏.

## وصلات خارجية
- لي كا يو على موقع قاعدة بيانات كرة القدم.إي يو (الإنجليزية)
- لي كا يو على موقع ناشيونال فوتبول تيمز (الإنجليزية)
- لي كا يو على موقع Soccerway.com (الإنجليزية)